# Hyrcanus II
Hyrcanus II, död 30 f.Kr, var regerande kung av Judeen ur mackabéernas ätt (Hasmoneiska dynastin) mellan 67 – 66 f.Kr. 